# Luís Gomes
Luís Gomes är en kommun i Brasilien.   Den ligger i delstaten Rio Grande do Norte, i den östra delen av landet, 1 500 km nordost om huvudstaden Brasília. Antalet invånare är 9 612.
Omgivningarna runt Luís Gomes är huvudsakligen savann. Runt Luís Gomes är det ganska tätbefolkat, med 93 invånare per kvadratkilometer.